# Michel Siroux
Michel Siroux (13 september 1950) is een Belgisch voormalig hockeyer.

## Levensloop
Siroux maakte deel uit van de Belgisch zaalhockeyploeg die zilver behaalde op het Europees kampioenschap van 1976 in het Nederlandse Arnhem.
Na zijn spelerscarrière was hij actief bij de KBHB en sinds de splitsing van deze nationale sportbond bij de VHL.